# Ronald Ridge
Ronald Ridge ist ein 8 km langer und schmaler Gebirgskamm im westantarktischen Ellsworthland. In der Heritage Range des Ellsworthgebirges ragt er 1,5 km westlich zum Donald Ridge, der ihm ähnelt, in den Pioneer Heights auf.
Der United States Geological Survey kartierte ihn anhand eigener Vermessungen und Luftaufnahmen der United States Navy aus den Jahren von 1961 bis 1966. Das Advisory Committee on Antarctic Names benannte ihn im Jahr 1966 nach Ronald C. Taylor, Meteorologe auf der Station Little America V im Jahr 1957.